# Головна військово-морська база «Намив» (Україна)
Військово-морська база «Схід» (Південна ВМБ) — частина Військово-морських сил України, розташована у  Миколаївський  області (колишня Південна військово-морська база в/ч А3130). 
До захоплення Росією Криму в березні 2014 року базувалася в смт. Новоозерне в затоці Донузлав.

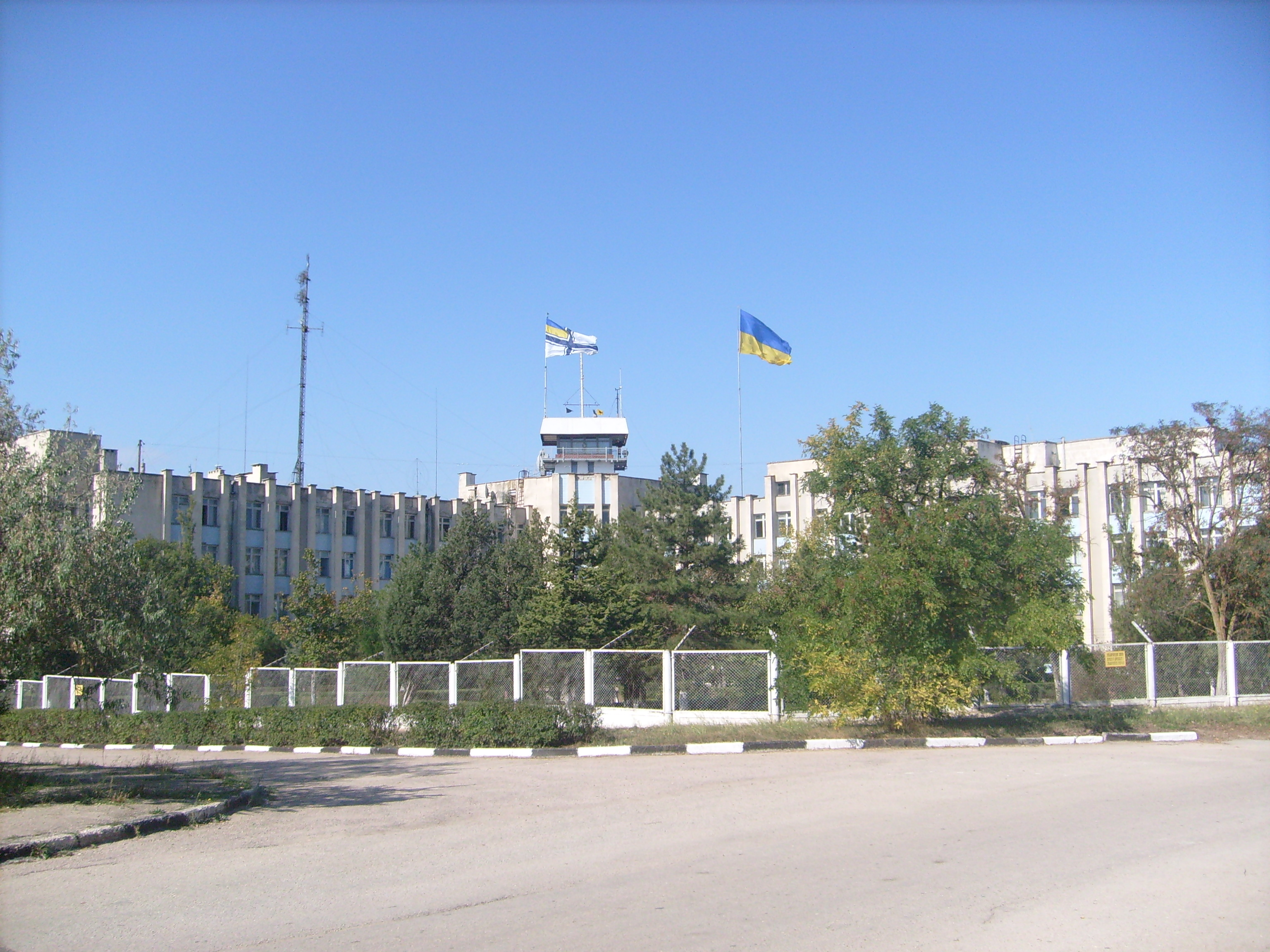
Штаб Південної військово-морської бази України (Новоозерне)

## Історія
У часи СРСР територія бази відносилася до Кримської військово-морської бази. У перші роки свого існування база знаходилася під особистим керівництвом головнокомандувача ВМФ СРСР Сергія Горшкова.
У 1976 році на посаду командувача бази було призначено контр-адмірала Юрія Вікторовича Крилова. За його безпосередньої участі були сплановані і виконані проекти будівлі штабу, тилу Кримської бази, вулиць, проспекту і приморського парку в Новоозерному. Також у цей час у складі бази служив контр-адмірал Федір Іванович Кантур на посаді начальника політичного відділу. На честь Кантура в селищі була названа одна з вулиць. В 1979 році командиром бази був призначений Ігор Георгійович Махонін, який пізніше став контр-адміралом.
У 1983 році базу очолив Ігор Васильович Кудряшов, який до цього працював на посаді начальника штабу, а пізніше дослужився до звання віце-адмірала. Потім, в 1987 році гарнізон очолив капітан 1-го рангу Олексій Іванович Фролов. У 1992 році командиром бази став Олександр Сергійович Цубін. В кінці 1980-х і початку 1990-х штаб бази очолював Борис Борисович Кожин, який потім став командувачем ВМС України і депутатом Верховної Ради України.
У ніч на 8 квітня 1992 року, після складання офіцерами бази присяги на вірність народу України в селище Новоозерне ввели бойову техніку 361-го полку 126-ї дивізії берегової оборони Чорноморського флоту СРСР: 4 БТР і 2 мотострілецьких взводи з Євпаторії. Вихід із затоки Донузлав блокували два ракетних катери і два корвети, оскільки особовий склад кораблів, заблокованих у бухті, склав українську присягу. Наказ штабу флоту був — узяти під охорону бронетехніку і будівлю місцевої ради Євпаторії, проте командир 361-го полку не виконав його.
21 липня 1992 року сторожовий корабель СКР-112 підняв український прапор і пішов з Донузлава до Одеси. Протягом 8 годин походу СКР-112 переслідували кораблі російського Чорноморського флоту, які застосовували попереджувальний артилерійський вогонь і здійснювали спроби висадити на сторожовий корабель групу захоплення. Україна направила на підтримку корабля винищувач і прикордонні катери. У зв'язку із загрозою моряки РФ не стали виконувати наказ штабу зупинити корабель.

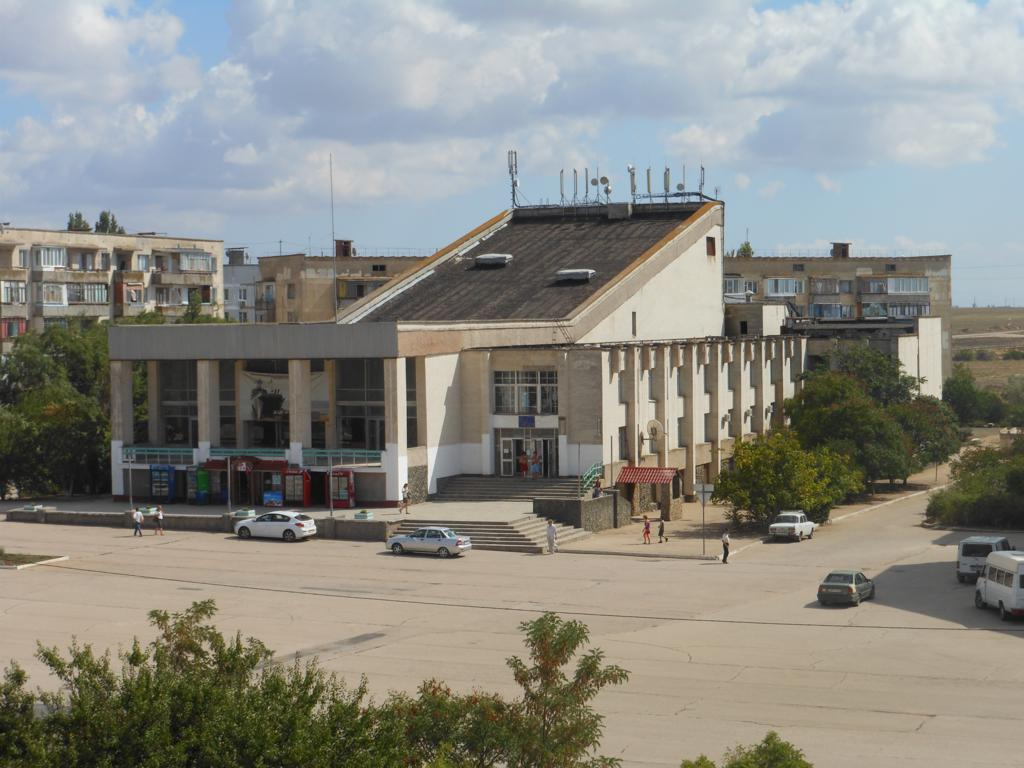
Будинок офіцерів у Новоозерному

Після поділу Чорноморського флоту база перейшла до України. За угодою між Російською Федерацією і Україною про параметри розподілу Чорноморського флоту 9 червня 1995 українській стороні перейшли наступні об'єкти на території Новоозерного: повсякденний командний пункт, 682-й вузол зв'язку, 1861-й вузол зв'язку, 3335-й склад засобів, 747-й пункт контролю безпеки зв'язку, 1296-тa станція ФПС, 61-ша лабораторія налаштування і регулювання озброєння, 2818-й склад пального, військово-морський госпіталь з поліклінічним відділенням, 560-та корабельна група спецмеддопомоги, 273-й санітарно-епідеміологічний загін, медичний склад, об'єднаний склад озброєння та майна, управління морської інженерної служби, мобільне депо, електромережа, дорожньо-експлуатаційна дільниця, вузол комплексного технічного контролю, лабораторія вимірювальної техніки, розрахунково-аналітична станція, гідрометеослужба, автомобільний склад, гараж № 3, 43-тя флотська команда, берегові бази 4533-тя, 5713-та й 4258-ма, Будинок офіцерів, матроський клуб, видавництво газети Кримської ВМБ, кінопрокатна база й військова комендатура.
27 березня 1996 року було завершено прийом об'єктів Кримської військово-морської бази і урочисто піднято Військово-Морські Прапори України на 17 кораблях і суднах створеного Південного військово-морського району ВМС України в Новоозерному. До складу ВМС увійшли великий десантний корабель «Костянтин Ольшанський», десантні кораблі на повітряній подушці «Горлівка», «Краматорськ», «Артемівськ», малі протичовнові кораблі «Хмельницький» і «Ужгород», базові тральщики «Мелітополь», «Маріуполь» й «Генічеськ», розвідувальні кораблі «Івано-Франківськ» і «Чернівці», рейдовий буксир «Ковель», протипожежний катер «Євпаторія», плавкран «Каланчак» та інші судна забезпечення. Кораблі та катери передавалися у занедбаному та розграбованому стані, російські військовослужбовці навмисно псували матеріальну частину, викрадали і нищили технічну документацію. Завдяки роботі особового складу та шефській допомозі регіонів України, більша частина корабельного складу була відновлена.
9 липня 1996 частина була перетворена в Південний морський район Військово-морських сил України. До нього увійшли органи військового управління, кораблі, судна, військові частини і підрозділи з пунктами базування по всьому Криму. Першим командиром був призначений контр-адмірал Борис Миколайович Рекуц.
Влітку 1997 база взяла участь у проведенні перших в історії України міжнародних навчань Сі-Бриз із залученням кораблів та суден США, Туреччини, Болгарії, Грузії й Румунії. У 2001 році командувачем бази був призначений контр-адмирал Ігор Володимирович Князь.
.

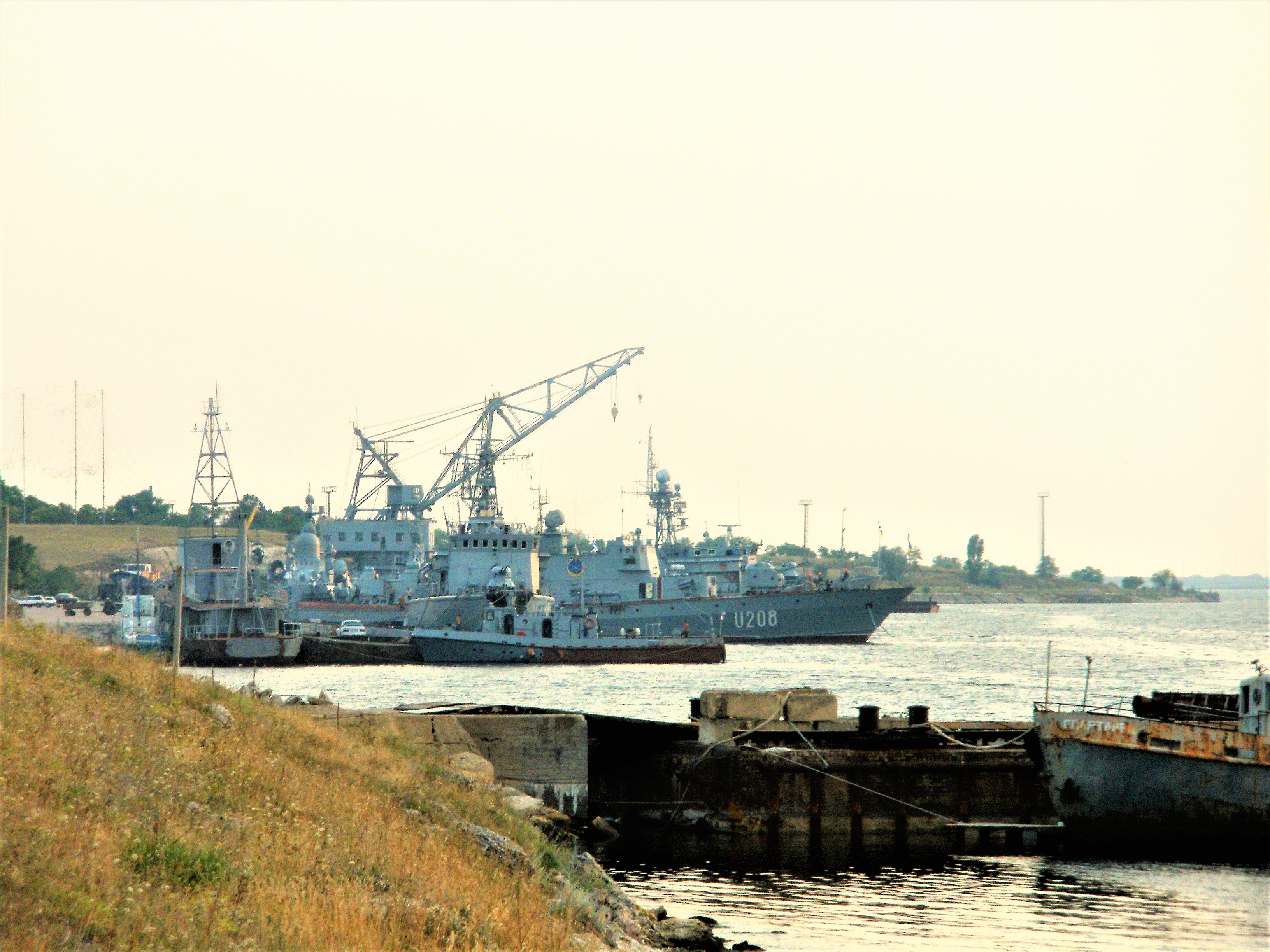
Базування кораблів у бухті Донузлав

У 2003 році в ході реформування Збройних сил України Південний морський район реорганізується в Південну військово-морську базу. У 2004 році командувачем бази призначений Володимир Миколайович Догонов. У квітні 2006 року були проведені навчання в рамках Чорноморської військово-морської групи.
29 квітня 2009 на штабом був піднятий найбільший військово-морський прапор України розміром 4 на 6 метрів, прапор було піднято на честь переходу Чорноморського флоту під контроль Української Народної Республіки в 1918 році.

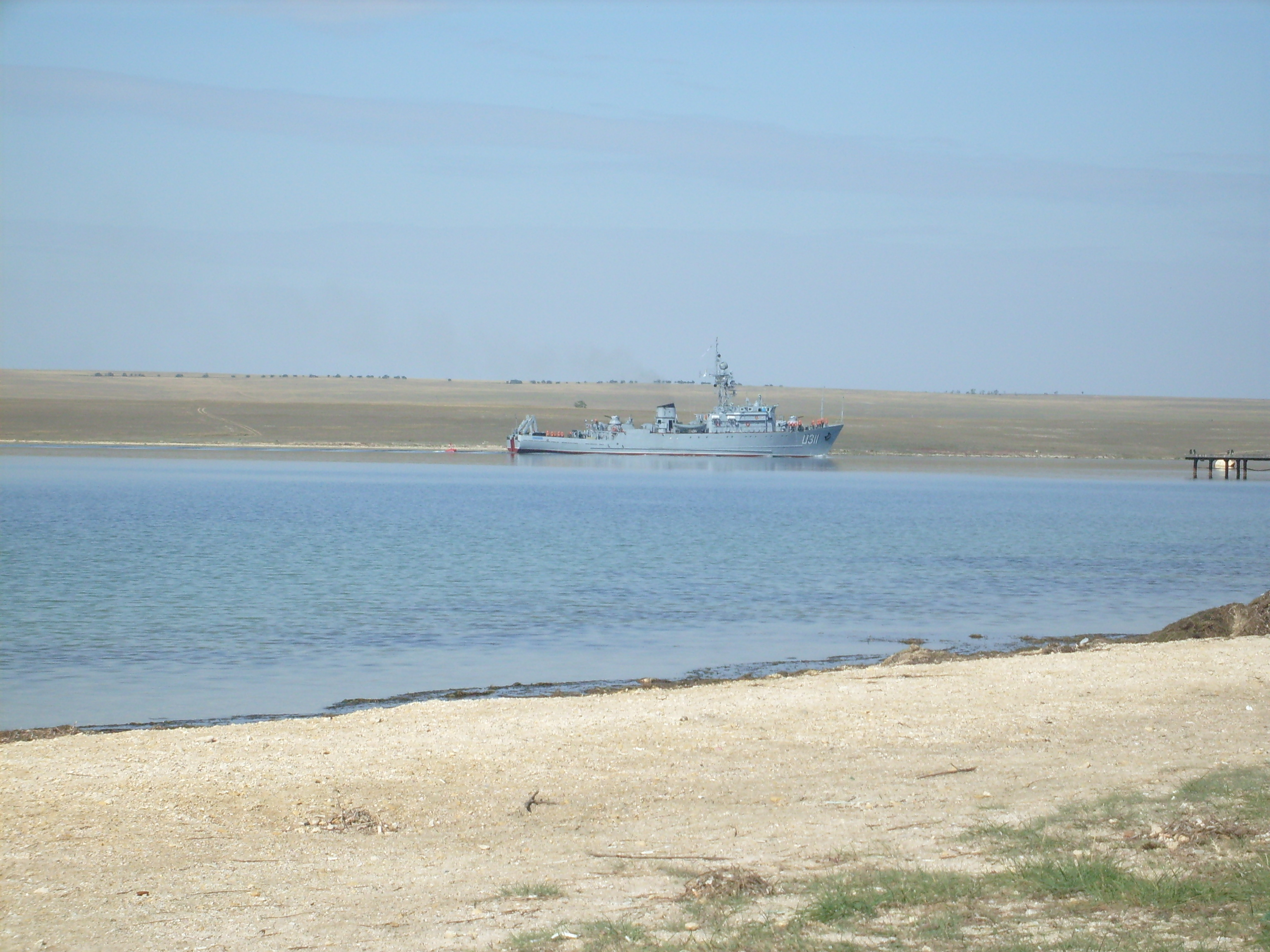
Морський тральщик «Черкаси» під час навчань у 2009 році

У жовтні 2009 року пройшли військові тактичні навчання. За діями армії спостерігав Президент України Віктор Ющенко, Начальник генерального штабу Збройних сил України Сергій Кириченко, командувач Військово-морських сил України Ігор Тенюх, перший заступник глави Секретаріату Президента Юрій Єхануров, також на навчаннях були присутні Петро Шатковський, Анатолій Гриценко, Віктор Плакіда й Леонід Жунько. У навчаннях брали участь кораблі і допоміжні судна, морська піхота і морська авіація. Сухопутні війська були представлені армійською авіацією і бронетехнікою.

### Російська інтервенція
3 березня 2014 з'явилась інформація про блокування частини військовослужбовцями Російської Федерації. Ракетний крейсер «Москва» у супроводі 4 кораблів Чорноморського флоту РФ блокували вихід із затоки Донузлав, де знаходяться кораблі Військово-морських сил України. У ніч з 5-го на 6-те березня 2014 на виході з Донузлава був затоплений списаний великий протичовновий корабель «Очаків», що належав РФ. 7 березня було затоплено водолазне морське судно «ВМ-416». 
У підсумку в Донузлаві були заблоковані кораблі Військово-морських сил України: корвет «Вінниця» (U206), морський тральщик «Чернігів» (U310), морський тральщик «Черкаси» (U311), рейдовий тральщик «Генічеськ» (U360), середній десантний корабель «Кіровоград» (U401), великий десантний корабель «Костянтин Ольшанський» (U402), протипожежний катер «Євпаторія» (U728), морський транспорт «Горлівка» (U753), морський буксир «Ковель» (U831), протидиверсійний катер «Феодосія» (U240), катер-торпедолов «Херсон» (U891) й буксирний катер «Новоозерне» (U942).
19 березня 2014 штаб Південної військово-морської база України перейшов під контроль РФ. Ворота штабу біля контрольно-пропускного пункту були знесені бульдозером. 22 березня корвет «Вінниця» підняв Андріївський прапор ВМФ РФ.
24 березня 2014 року  Рада національної безпеки і оборони  України доручила  Міністерству оборони України провести передислокацію військових частин, які знаходяться в Автономній Республіці Крим, на материкову Україну.
25 березня 2014 року в заблокованому окупантами озері Донузлав із застосуванням катерів, буксирів і вертольотів, підрозділів спеціального призначення російські окупанти після тривалого героїчного спротиву захопили останній в Криму корабель під прапором ВМС ЗС України – морський тральщик «Черкаси», обороною якого керував командир корабля капітан 3 рангу Юрій Федаш.

## Структура
Станом на 2018 рік:
- 21-ша окрема радіотехнічна рота, в/ч А1980 (м. Миколаїв)
- рота охорона Південної ВМБ

### 29-й дивізіон надводних кораблів, в/ч А0898 (м. Миколаїв)
- Корвет проекту 1124М «Вінниця» (б/н A206)
- Рейдовий тральщик пр. 1258 «Генічеськ» (б/н M360)
- Середній десантний корабель пр. 773 «Юрій Олефіренко» (б/н L401)

### 31-й дивізіон суден забезпечення, в/ч А1228 (м. Миколаїв)
- Протипожежний катер пр. 364 «Евпаторія» (б/н A728)
- Середній морський транспорт пр. 1849 «Горлівка» (б/н A753)
- Морський буксир пр. 745 «Ковель» (б/н A831)
- Буксирний катер пр. Т63 «Новоозерне» (б/н A942)

## Командування Кримська військово-морська база СРСР
- Крилов Юрій Вікторович (1976—1979)
- Махонін Ігор Георгійович (1979—1983)
- Кудряшов Ігор Васильович (1983—1987)
- Фролов Олександр Іванович (ВМС) (1987—1992)

## Командування Південна військово-морська база України
- Рекуц Борис Миколайович (1996—2001)
- Князь Ігор Володимирович (2001—2003)
- Носенко Віктор Іванович (2003—2004)
- Догонов Володимир Миколайович (2004—2018)
- Заяць Олексій Миколайович (2018 по 2022)
- Рудковський Юрій Іванович (2022-2024)
- Деляновський Михайло Олегович (2024 по т.ч)